# Chris Erickson
Christopher Erickson (ur. 1 grudnia 1981 w Melbourne) – australijski lekkoatleta, chodziarz, medalista igrzysk Wspólnoty Narodów w 2006, trzykrotny olimpijczyk.

## Kariera sportowa
Zdobył brązowy medal w chodzie na 50 kilometrów na igrzyskach Wspólnoty Narodów w 2006 w Melbourne, przegrywając tylko ze swym kolegą z reprezentacji Australii Nathanem Deakesem i Tonym Sargissonem z Nowej Zelandii. Zajął 24. miejsce w tej konkurencji na mistrzostwach świata w 2007 w Osace. Na igrzyskach olimpijskich w 2008 w Pekinie został zdyskwalifikowany w chodzie na 20 kilometrów. Zajął 8. miejsce w tej konkurencji na igrzyskach Wspólnoty Narodów w 2010 w Nowym Delhi.
Na igrzyskach olimpijskich w 2012 w Londynie zajął 38. miejsce w chodzie na 20 kilometrów. Na mistrzostwach świata w 2013 w Moskwie zajął 15. miejsce w chodzie na 50 kilometrów, a na mistrzostwach świata w 2015 w Pekinie 32. miejsce w chodzie na 20 kilometrów i 13. miejsce w chodzie na 50 kilometrów. Zajął 10. miejsce w chodzie na 50 kilometrów na igrzyskach olimpijskich w 2016 w Rio de Janeiro.
Sześciokrotnie startował w pucharze świata,zajmując następujące miejsca: 2004 w Naumburgu (50 km) – 31. miejsce, 2006 w La Corunie (50 km) – 26. miejsce, 2008 w Czeboksarach (20 km) – 30. miejsce, 2010 w Chihuahua (50 km) – 25. miejsce, 2012 w Sarańsku (50 km) – 25. miejsce i 2014 w Taicangu (50 km) – 8. miejsce.
Był mistrzem Australii w chodzie na 50 kilometrów w 2004, 2008, 2014 i 2015, wicemistrzem w chodzie na 10 000 metrów w 2013/2014, w chodzie na 20 kilometrów w 2012, 2014 i 2015, w chodzie na 30 kilometrów w 2004 i 2005 oraz w chodzie na 50 kilometrów w 2005, a także brązowym medalistą w chodzie na 20 kilometrów w 2010, w chodzie na 30 kilometrów w 2003 i 2006 oraz w chodzie na 50 kilometrów w 2011.

## Rekordy życiowe
Chris Erickson miał następujące rekordy życiowe:
- chód na 3000 metrów – 11:37,5 (21 października 2011, Canberra)
- chód na 5000 metrów – 19:23,72 (1 marca 2015, Melbourne)
- chód na 10 000 metrów – 40:51,82 (4 kwietnia 2014, Melbourne)
- chód na 10 kilometrów – 38:59 (8 września 2010, Pekin)
- chód na 20 kilometrów – 1:22:08 (15 marca 2015, Nomi)
- chód na 30 kilometrów – 2:15:00 (27 sierpnia 2006, Hobart)
- chód na 50 kilometrów – 3:48:40 (19 sierpnia 2016, Rio de Janeiro)

## Rodzina
Jego ojciec Tim Erickson również był chodziarzem, medalistą igrzysk Wspólnoty Narodów w 1978 w Edmonton w chodzie na 30 kilometrów. 